# Queenstown (Nouvelle-Zélande)
Pour les articles homonymes, voir Queenstown.
Queenstown (en maori de Nouvelle-Zélande : Tāhuna) est une ville néo-zélandaise de la région Otago au sud-ouest sur l'Île du Sud. La ville est construite autour d'une anse sur le lac Wakatipu, un long lac mince formé comme un boulon et a de spectaculaires vues sur les montagnes voisines.
La ville est surtout connue des amateurs de sensations fortes (saut à l'élastique, rafting, hors-bord, parapente, parachute, etc.). Durant la saison hivernale, de nombreux skieurs viennent glisser sur les Remarkables, montagnes situées non loin de la ville.

## Tourisme
Queenstown est une station touristique spécialisée dans le tourisme d'aventure, surnommé la capitale mondiale de l'aventure. Les sports d'hiver (skis et snowboard), jet boat (en), le saut à l'élastique, la pêche à la mouche, la randonnée pédestre ou le VTT sont parmi les principales activités proposées.
C'est la principale destination pour les sports d'hiver en Nouvelle-Zélande, attirant des skieurs du monde entier sur les pentes des quatre domaines à proximité : Coronet Peak, The Remarkables, Cardrona et la station de Treble Cone (en).
Le Earnslaw (en), bateau à vapeur datant de 1912, permet de faire des croisières sur le lac Wakatipu.
Queenstown est réputée pour être une des capitales de la gastronomie en Nouvelle-Zélande. La ville se situe également à proximité d'une région viticole. Le cépage le plus répandu est le Pinot noir.
Queenstown abrite chaque année un festival de jazz.
De nombreuses scènes de la trilogie du Seigneur des Anneaux ont été tournées dans les environs de Queenstown, à Glenorchy principalement.
C'est également dans cette ville et ses environs qu'ont été tournées plusieurs scènes de la série One Lane Bridge créée par Pip Hall et Philip Smith (2020).

## Climat
Queenstown possède un climat océanique (Köppen: Cfb), avec des étés vraiment doux et des hivers froids. Les températures maximales montent jusqu'à 22,0 ºC en janvier et 8,2 ºC en juillet; tandis que les températures minimales descendent jusqu'à 9,9 ºC en janvier et −1,4 ºC en juillet. De plus, les précipitations annuelles sont encore modérées: environ 721 mm. Il y a en moyenne 96 jours pluvieux et 1 898,7 heures d'ensoleillement par an.
Son climat a été affecté par cette altitude modérée de 310 m au-dessus de niveau de la mer et la présence des Alpes du Sud en périphérie.
Ainsi, les nuits chaudes sont rares alors que des chutes de neige et les gelées sont fréquents en hiver. Comme avec la reste de la région de Otago, Queenstown est situé dans l'ombre pluviométrique des Alpes du Sud. Cependant, en raison de sa position plus proche de la West Coast, la ville est plus susceptible des vents d'ouest humides que le reste de la région d'Otago.
| Mois                                            | jan.  | fév.  | mars | avril | mai  | juin  | jui.  | août  | sep. | oct. | nov.  | déc.  | année   |
| ----------------------------------------------- | ----- | ----- | ---- | ----- | ---- | ----- | ----- | ----- | ---- | ---- | ----- | ----- | ------- |
| Température minimale moyenne (°C)               | 9,9   | 9,5   | 7,3  | 4,5   | 2,3  | −0,4  | −1,4  | 0,2   | 2,4  | 4,4  | 6,2   | 8,5   | 4,5     |
| Température maximale moyenne (°C)               | 22    | 21,8  | 19,1 | 15,2  | 11,9 | 8,6   | 8,2   | 10,2  | 13   | 15,4 | 17,5  | 20,2  | 15,3    |
| Record de froid (°C)                            | 0,3   | 0,5   | −1,6 | −4,5  | −8,8 | −10,3 | −12,2 | −7,8  | −5   | −4,2 | −2,1  | −1    | −12,2   |
| Record de chaleur (°C)                          | 33,4  | 32,2  | 30   | 25,1  | 21,3 | 19,4  | 17,9  | 19,7  | 23,3 | 26   | 28,5  | 30    | 33,4    |
| Ensoleillement (h)                              | 236,9 | 209,3 | 180  | 136,2 | 83,8 | 69,3  | 85,2  | 119,5 | 151  | 197  | 217,9 | 212,6 | 1 898,7 |
| Précipitations (mm)                             | 71,6  | 51    | 49,3 | 57,5  | 75,1 | 62,2  | 55,8  | 52,8  | 62,3 | 62,4 | 60,7  | 60,3  | 721     |
| dont nombre de jours avec précipitations ≥ 1 mm | 7,6   | 6,5   | 7,3  | 7,3   | 9,7  | 8,6   | 7,8   | 8,1   | 8,3  | 8,4  | 7,7   | 8,7   | 96      |
| Humidité relative (%)                           | 69,7  | 75,5  | 78,4 | 79,9  | 83,8 | 86,1  | 85,4  | 82,1  | 74,1 | 72,6 | 68,9  | 69,1  | 77,1    |

## Transport
Queenstown possède un aéroport international.

## Jumelages
- Masuda (Japon)
- Aspen (États-Unis)
- Hangzhou (Chine)
- Bariloche (Argentine)
- Shimukappu (Japon)
- Garmisch-Partenkirchen (Allemagne)
- Davos (Suisse)

## Galerie

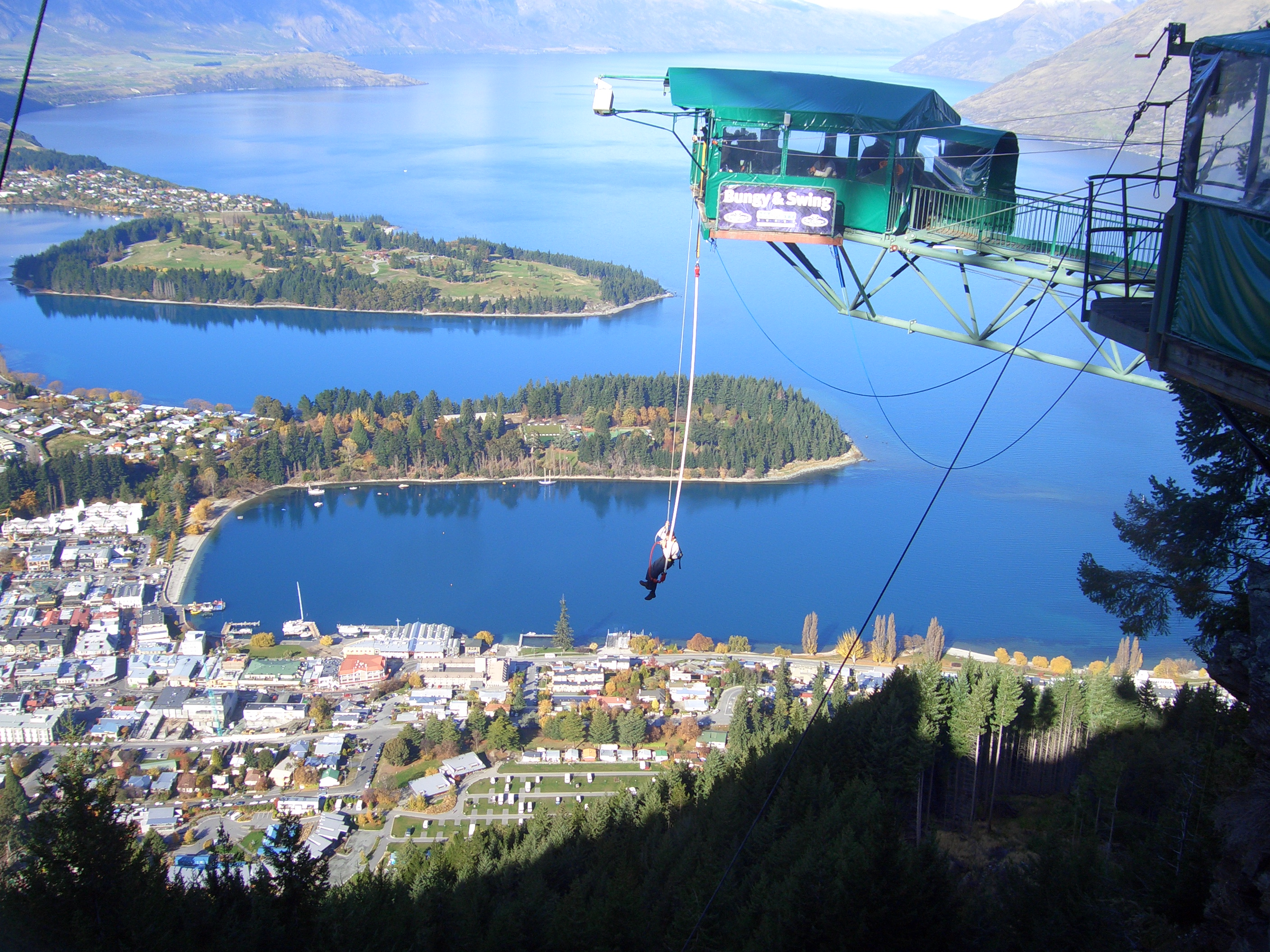
Saut à l'élastique.
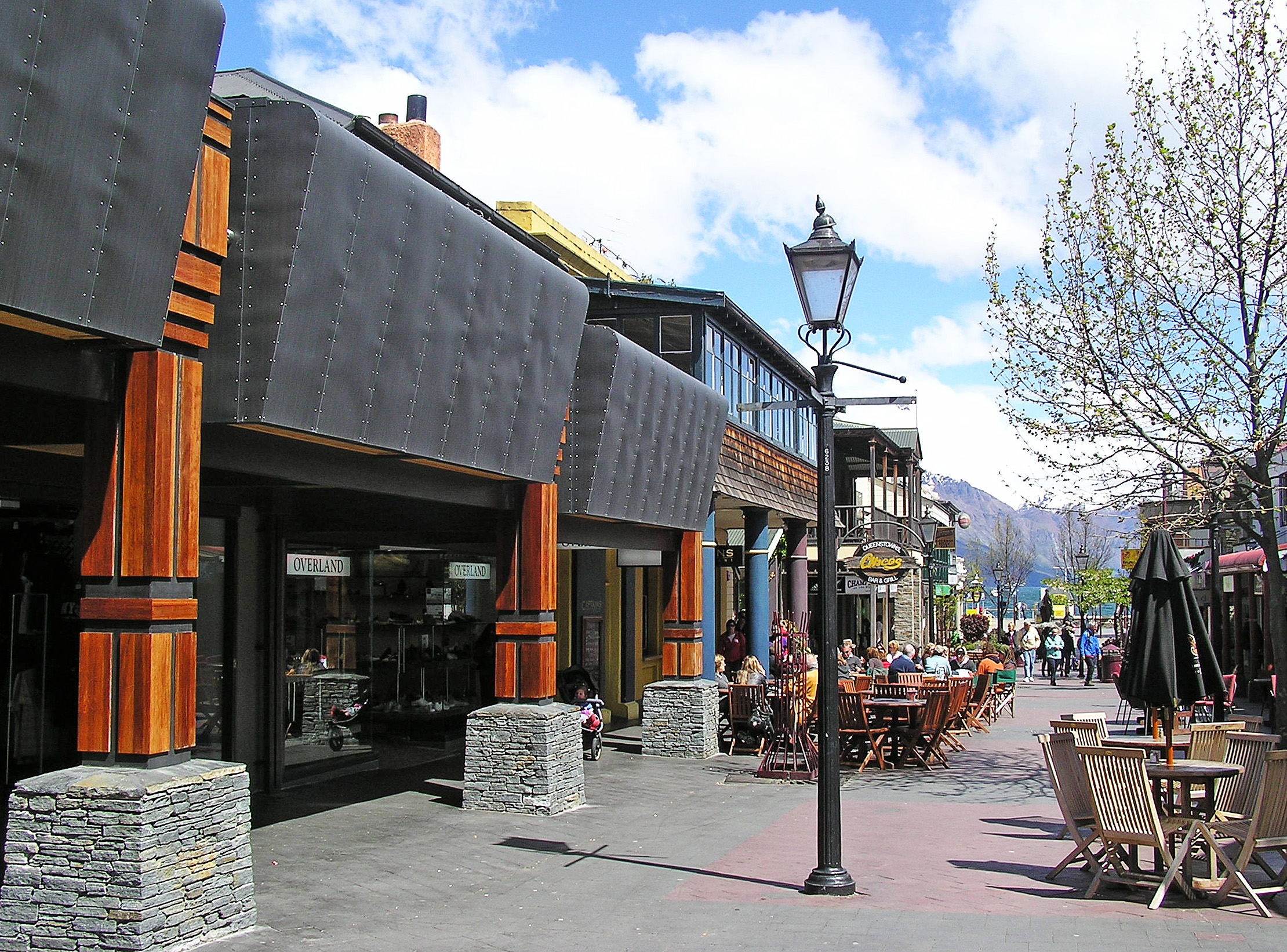
Centre commercial de Queenstown, Nouvelle-Zélande.
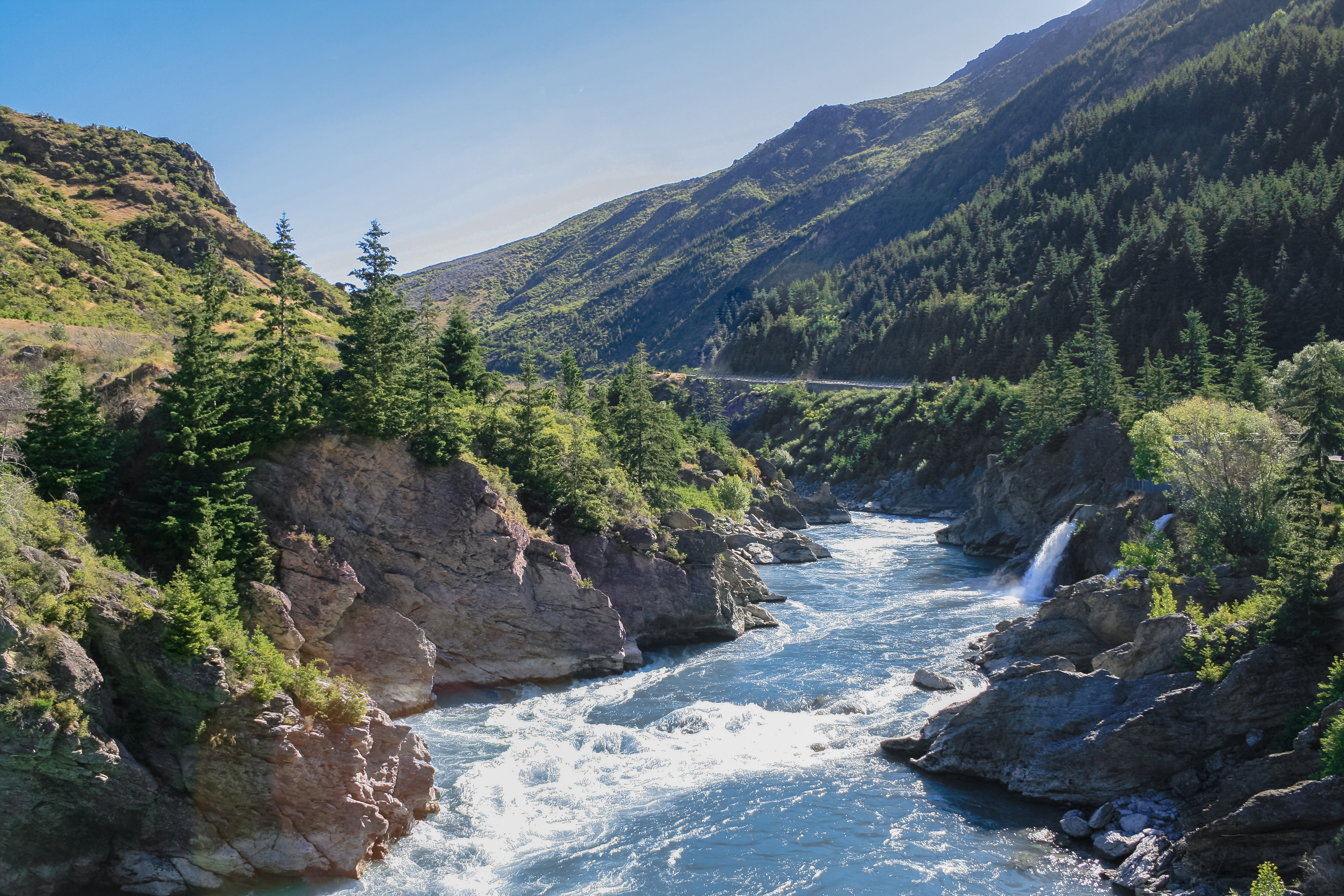
La rivière Kawarau, Queenstown.
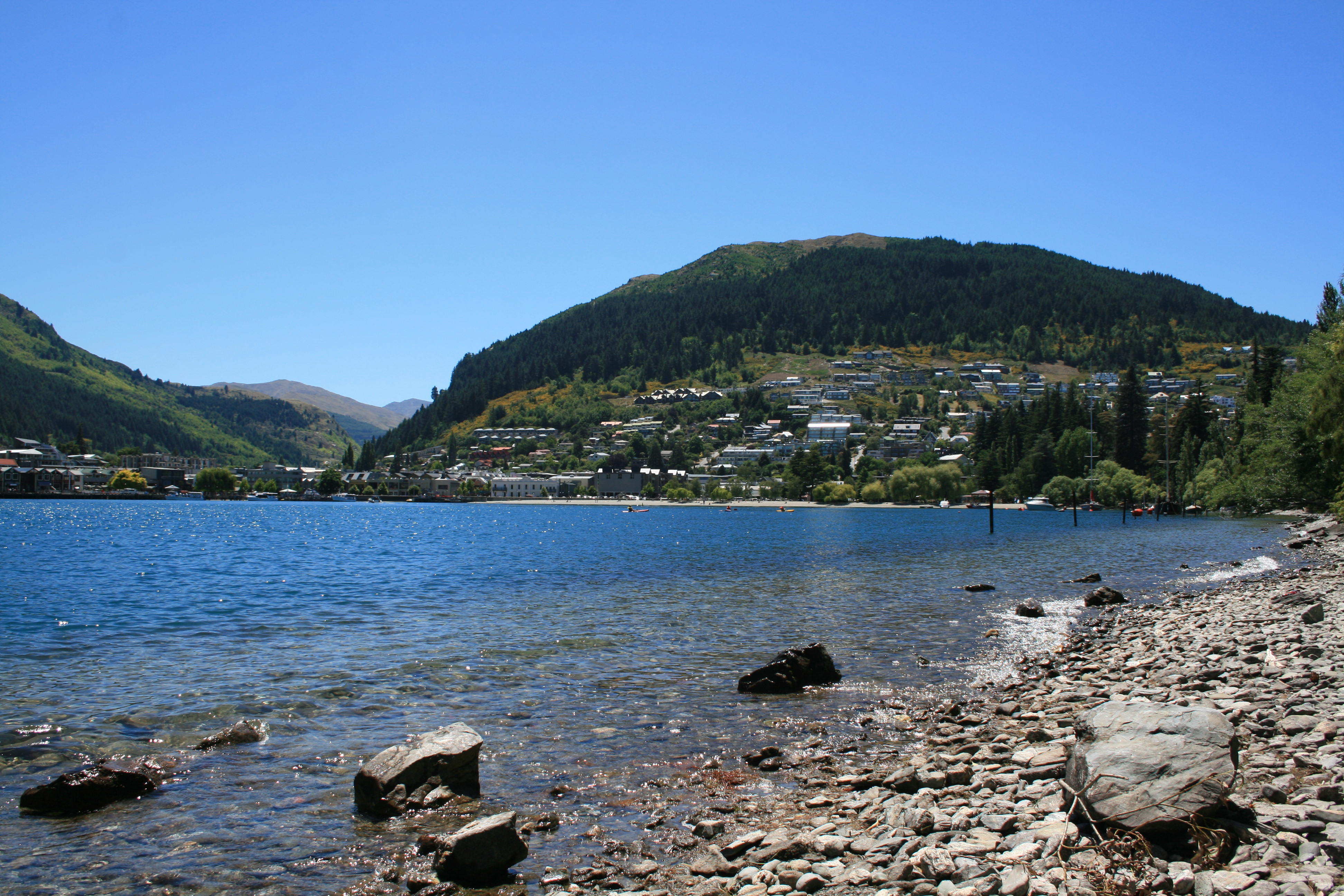
Côte de Queenstown.
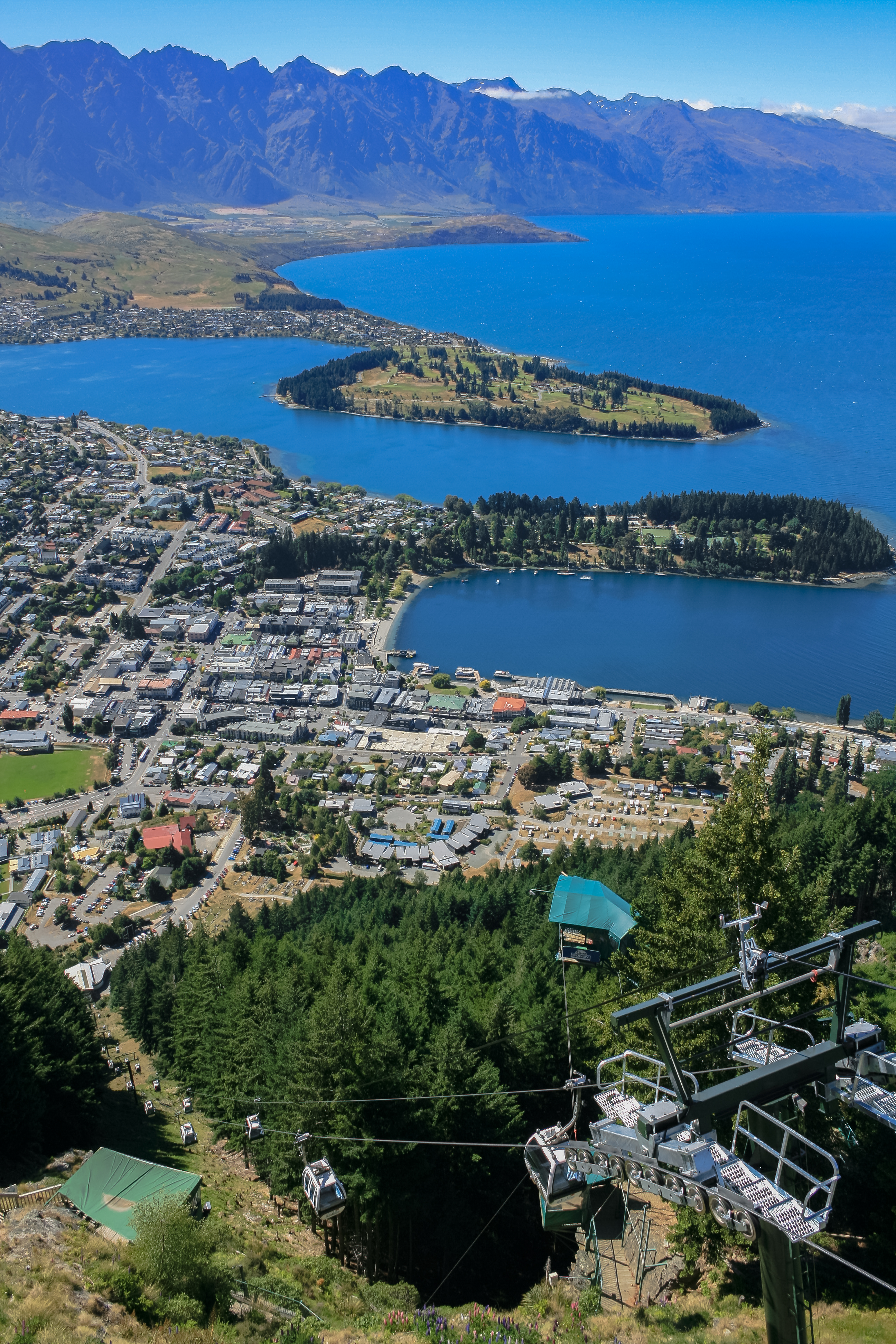
Vue aérienne.
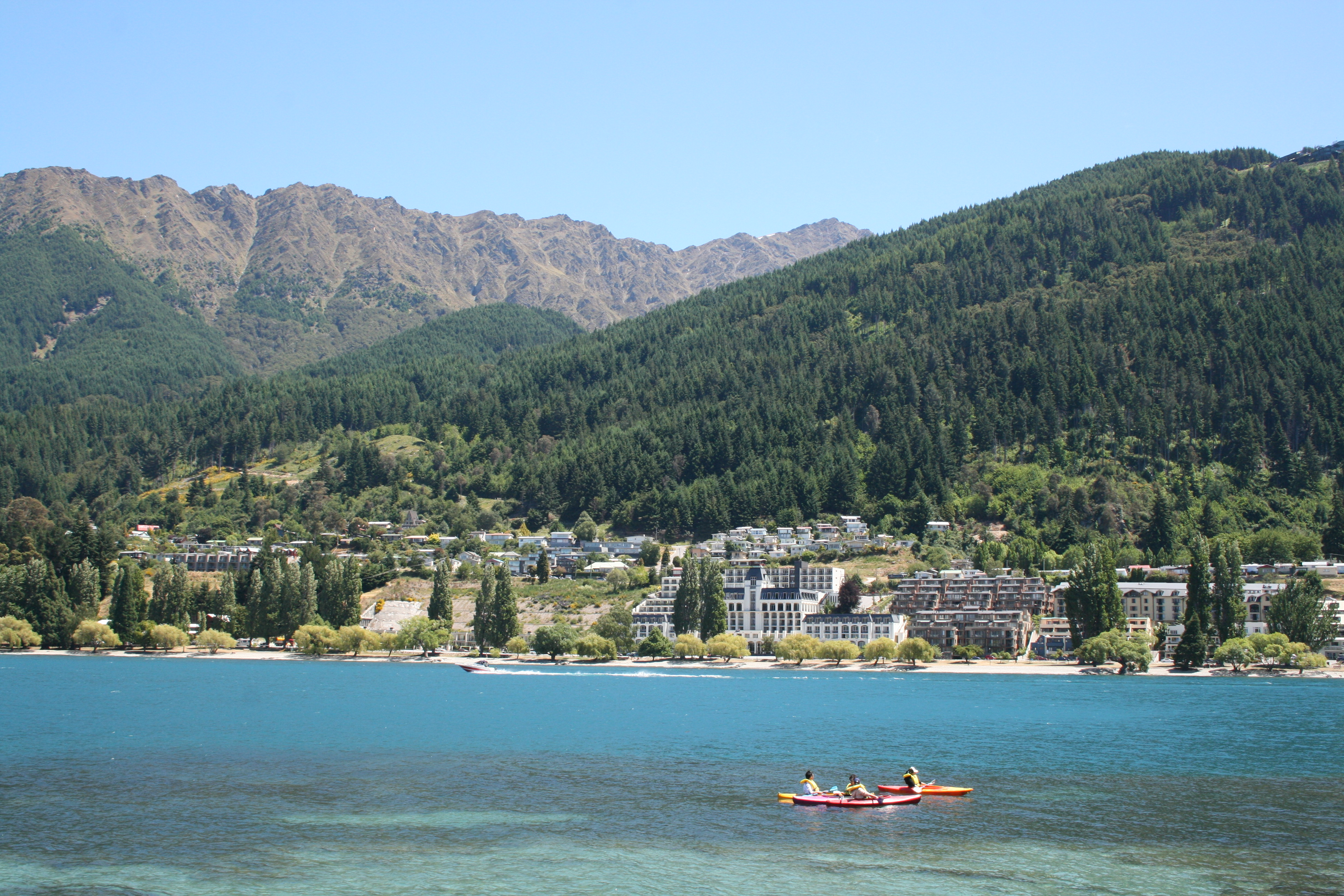
Baie.